# Lesión de la médula espinal
La lesión de médula espinal es un daño de la médula espinal causada por traumatismo o mielopatías y que puede provocar una pérdida de sensibilidad y/o de movilidad en el humano o un organismo vertebrado animal.
La lesión medular no siempre guarda relación con una lesión de espalda o de cuello como pueden ser roturas de discos, estenosis de la columna y neoplasias, entre otras. Es posible lesionarse el cuello o la espalda y que la médula espinal no sufra ningún daño. La médula espinal no tiene que ser seccionada completamente tras un trauma para sufrir una pérdida de función. Ciertas mielopatías, como la compresión espondilótica,  producen lesiones en la médula espinal sin afectar la integridad medular.
La compresión medular, sea cual sea la causa que la ha provocado, suele ser una emergencia médica cuya mala evolución puede determinar un estado de parálisis permanente que dependerá del nivel al que se produzca la compresión, con mayor afectación cuanta mayor sea la cercanía al cerebro.

## Primeros auxilios para las lesiones de médula espinal
Se considera que la víctima ha sufrido una lesión medular grave, o podría haberla sufrido, por algún traumatismo: una caída, un golpe, etc., y que por ello requiere los cuidados correspondientes a una lesión de la médula espinal. Si la víctima está consciente, puede clarificar su estado y decir qué le pasa.
El procedimiento adecuado es que la víctima reciba una inmovilización profesional de la columna vertebral (en espalda y cuello), para lo cual, sería atada a una tabla espinal reglamentaria, y le pondrían un collar cervical en el cuello. Sin embargo, el fijar a una víctima de lesión medular a una tabla espinal es una maniobra profesional que a veces requiere métodos indirectos para poder enderezar su postura lo suficiente y con seguridad. Así que es requerido llamar a los servicios médicos de emergencia para que se ocupen ellos de esa operación (hay una lista con sus números de teléfono aquí).
Mientras llegan los servicios médicos, hay que evitar mover el cuello y la espalda de la víctima para evitar riesgos de causar daños a su movilidad en el futuro, y, en caso de mover alguna de esas partes, sería con mucho cuidado, lo menos posible, y principalmente para realizar las maniobras de reanimación cardiopulmonar (RCP) si las necesita (porque su corazón no esté latiendo). Sin embargo, un rescatador que sea suficientemente hábil puede intentar mantener fijada a la lesión de la víctima poniendo cuidadosamente junto a esa lesión algún tipo de acolchamiento amoldable (típicamente toallas), lo cual reduce los movimientos peligrosos.

Y, en caso de tener que desplazar a la víctima (por ejemplo: hacia un lugar seguro), además de moverla lo menos posible y con cuidado, sería de alguna manera adecuada (ver dibujos debajo).
| |
| —Una víctima con lesión grave en su columna vertebral (sea en la espalda o cuello), que indique riesgo para su futura movilidad, puede ser trasladada con cuidado por varios rescatadores coordinados. La cabeza y la espalda de la víctima serían mantenidas alineadas en la misma posición que tenían cuando fue encontrada. |

| |
| —Cuando hay una víctima con lesión grave en su columna vertebral (en espalda o cuello) y un rescatador sin utensilios, éste puede llevar a la víctima con cuidado mediante la maniobra de Rautek (la de esta imagen), intentando mantener a su cabeza y su espalda alineadas en la misma posición en la que estaban. La cabeza de la víctima puede ir apoyada en el rescatador para intentar amortiguar los movimientos. Un segundo rescatador puede sostener las piernas. |

| |
| —Una víctima sin lesión grave en su columna vertebral (en espalda o cuello) es arrastrable, y más fácilmente si va sobre una manta, alfombra u otro tipo de tejido situado bajo la mayor parte de su cuerpo. —Llevar en una base a una víctima con lesión grave en su columna requeriría situarla, manteniendo con cuidado la misma posición de su cabeza y su espalda, sobre una base elevada o muy gruesa (como una camilla o un colchón), para mayor estabilidad. |

## Etiología
Existen dos causas de la lesión de médula espinal, las que son traumáticas y las que son por razones no traumáticas.
- Traumatica: las razones más frecuentes son causadas por accidente de coche y de moto y caídas.[1] Otras razones comunes son herida por arma de fuego, rotura de disco intervertebral, lesiones laborales y deportivas, entre otras.[7]
- No traumática: como la poliomielitis, la espina bífida, tumores primarios o metastásicos, la ataxia de Friedreich, osteitis hipertrófica de la columna, discopatía degenerativa y estenosis del canal medular, malformaciones congénitas, isquemia, LMSAR (Lesión medular sin lesión ósea) etc.

## Fisiopatología
El sistema nervioso central adulto muestra incapacidad de sus neuronas para regenerar los axones después de una lesión. El SNC adulto lesionado es un entorno que no facilita el crecimiento de axones debido a la abundancia de proteínas inhibidoras y una deficiencia de soporte trófico adecuado.
Existen dos procesos que producen lesiones medulares, mecanismos primarios y secundarios. Las lesiones medulares primarias ocurren en el trayecto espinal por compresión y otras formas de deformaciones. Las lesiones secundarias son las más frecuentes y numerosas en humanos y animales.

## Epidemiología
La proporción de casos de lesión medular es mayor en hombres que en mujeres, en una relación de 3 a 1, con aproximadamente la mitad de las lesiones de médula espinal en menores de 30 años de edad. Sus causas se dividen en traumáticas y no traumáticas, siendo las no traumáticas las más frecuentes. En países desarrollados las lesiones traumáticas constituyen aproximadamente 60% de lo casos mientras que en países en desarrollo pueden llegar hasta el 90% de los casos de lesiones de la médula espinal. Dentro de las traumáticas un 46% se producen por accidentes de tráfico, un 24% por caídas, un 9,1% por deportes, un 14% por incidentes violentos y un 6,1% es como consecuencia de otra causa o esta es desconocida.
Más de la mitad de estas lesiones ocurren a nivel de las vértebras cervicales, principalmente la C5, segudio de C4, C6 y T12.

## Tipos de Lesión medular
Los efectos de una lesión de la médula espinal varían de acuerdo con el tipo y con el nivel de la lesión. Se pueden dividir en dos tipos:
- En una lesión completa en la que no hay funcionalidad por debajo del nivel de la lesión. Los movimientos voluntarios así como la sensibilidad no son posibles. Las lesiones completas son siempre bilaterales, es decir, ambos lados del cuerpo se ven afectados del mismo modo.

- Una persona con una lesión incompleta puede tener algo de sensibilidad por debajo del nivel de la lesión.[11] Las lesiones incompletas son variables, una persona con este tipo de lesión pueden ser capaces de mover más un miembro que otro, pueden sentir partes del cuerpo que no pueden mover o quizás pueden tener más funcionalidad en una parte del cuerpo que en otras.

## Efectos de una lesión medular
Aparte de la pérdida de sensibilidad y de la función motora, los individuos con lesión de médula espinal suelen experimentar otros cambios.
Pueden presentar mal funcionamiento de la vejiga y los intestinos. Las funciones sexuales frecuentemente también se ven afectadas y, en el caso de la eyaculación, el hombre normalmente se ve disminuido en sus capacidades normales. Esto conlleva problemas en fertilización, caso contrario a la mayoría de las mujeres. Las lesiones producidas en un nivel muy alto de la espinal dorsal (C1-C2) suelen dar como resultado la pérdida de muchos movimientos involuntarios, como la respiración, lo que lleva al enfermo a necesitar respiradores mecánicos. Otros efectos pueden incluir la incapacidad de regulación del ritmo cardiaco (y por tanto la presión sanguínea), la reducción del control de la temperatura del cuerpo, la imposibilidad de sudar por debajo del nivel de la lesión así como dolor crónico, incontinencia urinaria o fecal. La terapia física así como el uso de instrumentos ortopédicos (p. e., sillas de ruedas) son habitualmente necesarios, dependiendo de la localización de la lesión.

## Localización de la lesión
La terapia física así como el uso de instrumentos ortopédicos son habitualmente necesarios y dependen de la localización de la lesión, por lo que conocer el nivel exacto de la lesión en la médula espinal es importante para predecir que partes del cuerpo pueden verse afectadas por la parálisis y por la pérdida de sensibilidad. La lista de abajo muestra los efectos típicos de la lesión espinal según la localización de esta (referente al esquema de la derecha). Hay que tener en cuenta que solo es posible el pronóstico de las lesiones completas, las lesiones incompletas pueden ser muy variables y pueden diferir de lo que se explica a continuación.

#### Lesiones cervicales
Las lesiones a nivel cervical (cuello) usualmente tienen como resultado una tetraplejía total o parcial. Dependiendo de la localización exacta de la lesión, alguien con una lesión cervical puede retener algunas funciones como se detalla a continuación, de lo contrario permanecerá completamente paralizados.
Vértebras:
- C3 y superiores : Pérdida de la función del diafragma y necesidad de un ventilador mecánico para respirar.
- C4  : Puede retener algún control sobre bíceps y hombros, pero débilmente.
- C5 : Capacidad de uso de hombros y bíceps, pero no de muñecas ni manos.
- C6 : Generalmente conservan algún control sobre las muñecas pero no tienen funcionalidad en la mano.
- C7 y T1 : Pueden usualmente enderezar sus brazos pero aún conservan problemas de destreza en manos y dedos.

#### Lesiones torácicas
Las lesiones a nivel torácico e inferior tienen como resultado la paraplejía (cuando quedas parapléjico). Las manos, los brazos, la cabeza y la respiración no se suelen ver afectadas.
- T1 a T8 : A menudo presentan control de manos pero carecen de control sobre los músculos abdominales, por lo que el control del tronco es difícil o imposible. Los efectos son menos severos según el nivel de la lesión es más bajo.
- T9 a T12 : Permite un buen control del tronco y de los músculos abdominales por lo que el equilibrio sentado es muy bueno.

#### Lesión en la zona lumbar y sacra
Los efectos de una lesión en la región lumbar o sacra de la médula espinal son la disminución del control de las piernas y de la cadera, así como del sistema urinario y el ano.

#### Síndromes del cordón central y otros

Lesiones incompletas de la médula

- El síndrome del cordón central (dibujo 1) es una forma de lesión medular incompleta, caracterizada por la disfuncionalidad en brazos y manos y una mayor funcionalidad en las piernas.[7]: 14  Es algo parecido a una paraplejia inversa ya que los brazos y manos quedan paralizados mientras que las extremidades inferiores funcionan correctamente.

Habitualmente el daño se produce en la zona cervical o en las partes altas de la región torácica de la médula espinal. 
Esta enfermedad está asociada con isquemias, hemorragias o necrosis que afectan a la parte central del cordón espinal (las largas fibras que transportan la información directamente desde el córtex cerebral). Las fibras destinadas a los movimientos de las piernas están situadas en la zona más externa del cordón espinal
Este síndrome puede aparecer durante la recuperación de un shock espinal debido a una prolongada hinchazón alrededor o cerca de las vértebras, causando presión en la médula. Los síntomas pueden ser permanentes o pasajeros.
- El síndrome del cordón anterior (dibujo 2) es una lesión incompleta de la médula espinal. Por debajo de la lesión, la función motora, la sensación de dolor y la sensación de la temperatura se pierde. Sin embargo el tacto, la propiocepción (sentido de la posición en el espacio), y la sensibilidad a la vibración permanecen intactos.

- El síndrome del cordón posterior) es una lesión que afecta a la sensibilidad del tacto fino y a la propiocepción ipsilateral (mismo lado que el de la lesión). También llamada disociación tabética. Es típica de la Sífilis y de la deficiencia de vitamina B 12 que afecta a las vías largas. La afectación del cordón posterior condiciona en el paciente un tipo de marcha llamada marcha tabética o taconeante porque el paciente carece de la sensibilidad propioceptiva (desconoce la posición de sus articulaciones)anda adelantando los talones y buscando referencias visuales para no caerse.

- El síndrome de Brown-Séquard (dibujo 3) o hemisección medular es una enfermedad rara, de la médula espinal, que afecta a la función motora de un lado de la médula espinal, produciendo parálisis de un lado y anestesia en el lado opuesto.

- Isquemia por trombosis de la arteria espinal

- Medulopatías: Esclerosis, déficit de vitamina B12, siringomielia, mielitis transversa

## Tratamiento

### Fármacos
El tratamiento tradicional pero controversial para lesiones traumáticas de médula espinal consiste en suministrar altas dosis de metilprednisolona, si la lesión se ha producido en las 8 horas anteriores.: 23 

### Células madre
La investigación médica muestra que el uso de células madre puede tener el potencial para curar la parálisis causada por la lesión medular en un futuro. 

### Compensación
Una vía para el tratamiento de la lesión de la médula espinal es el Concepto Bobath. Este se basa en la capacidad del cerebro para reorganizarse a partir de estímulos sensoriales periféricos. Busca que las partes sanas del cerebro puedan compensar las funciones, que realizaban previamente las regiones dañadas.

### Cuidados
Una vez provocada la parálisis, el paciente requerirá una valoración de su grado de dependencia y un buen plan de cuidados diseñados por un equipo multidisciplinario, compuesto por las siguientes disciplinas:
- Enfermería
- Fisioterapia
- Rehabilitación médica
- Traumatología
- Terapia ocupacional
- Psicología
- Trabajo social